# Cyclocross Masters
De Cyclocross Masters is een Belgische veldrit die sinds 2007 jaarlijks wordt georganiseerd. De wedstrijd geldt traditioneel als de afsluiter van het veldritseizoen.
In 2007 vond de eerste editie plaats in de Nekkerhal in Mechelen. Van 2008 tot 2012 werd de wedstrijd gereden in de Ethias Arena in Hasselt. Sinds 2013 wordt de wedstrijd in de buitenlucht georganiseerd in Waregem. 
In 2010 werd de naam van de wedstrijd veranderd naar de Cyclocross Masters, daarvoor heette de wedstrijd de Flanders Indoor Cyclocross. De Cyclocross Masters Waregem is met ingang van het seizoen 2014-2015 een van de zes wedstrijden van de Soudal Classics.

## Erelijst

### Mannen elite
| Datum                     | Klassement      | Cat. | Winnaar              | Tweede                 | Derde               |
| ------------------------- | --------------- | ---- | -------------------- | ---------------------- | ------------------- |
| ↓ Waregem ↓               |                 |      |                      |                        |                     |
| 26/02/2020                | Rectavit Series | –    | Eli Iserbyt          | Toon Aerts             | Laurens Sweeck      |
| 20/02/2019                | Soudal Classics | –    | Toon Aerts           | Michael Vanthourenhout | Laurens Sweeck      |
| 21/02/2018                | Soudal Classics | –    | Mathieu van der Poel | Michael Vanthourenhout | Toon Aerts          |
| 22/02/2017                | Soudal Classics | –    | Wout van Aert        | Mathieu van der Poel   | Kevin Pauwels       |
| 24/02/2016                | Soudal Classics | –    | Sven Nys             | Wout van Aert          | Lars van der Haar   |
| 25/02/2015                | Soudal Classics | –    | Mathieu van der Poel | Wout van Aert          | Kevin Pauwels       |
| 26/02/2014                | Losse cross     | –    | Sven Nys             | Lars van der Haar      | Niels Albert        |
| 27/02/2013                | Losse cross     | –    | Sven Nys             | Niels Albert           | Klaas Vantornout    |
| ↓ Ethias Arena, Hasselt ↓ |                 |      |                      |                        |                     |
| 2012                      | Losse cross     | –    | Niels Albert         | Zdeněk Štybar          | Sven Nys            |
| 2011                      | Losse cross     | –    | Zdeněk Štybar        | Sven Nys               | Niels Albert        |
| 2010                      | Losse cross     | –    | Zdeněk Štybar        | Niels Albert           | Sven Nys            |
| 2009                      | Losse cross     | –    | Niels Albert         | Zdeněk Štybar          | Bart Wellens        |
| 2008                      | Losse cross     | –    | Lars Boom            | Niels Albert           | Sven Nys            |
| ↓ Nekkerhal, Mechelen ↓   |                 |      |                      |                        |                     |
| 2007                      | Losse cross     | –    | Sven Nys             | Niels Albert           | Sven Vanthourenhout |

### Vrouwen elite
| Datum      | Klassement      | Cat. | Winnaar        | Tweede              | Derde              |
| ---------- | --------------- | ---- | -------------- | ------------------- | ------------------ |
| ↓Waregem ↓ |                 |      |                |                     |                    |
| 26/02/2020 | Rectavit Series | –    | Denise Betsema | Ellen Van Loy       | Laura Verdonschot  |
| 20/02/2019 | Soudal Classics | –    | Helen Wyman    | Alice Maria Arzuffi | Ellen Van Loy      |
| 21/02/2018 | Soudal Classics | –    | Sanne Cant     | Maud Kaptheijns     | Ellen Van Loy      |
| 22/02/2017 | Soudal Classics | –    | Sophie de Boer | Ellen Van Loy       | Laura Verdonschot  |
| 24/02/2016 | Soudal Classics | –    | Sanne Cant     | Ellen Van Loy       | Jolien Verschueren |
| 25/02/2015 | Soudal Classics | –    | Sanne Cant     | Ellen Van Loy       | Sophie de Boer     |

Voormalig

 Grote Prijs Neerpelt (2009-2019) ·  Jaarmarktcross Niel (2009-2017, 2019) ·  Waaslandcross, Sint-Niklaas (2015-2019) ·  Cyclocross Leuven (2011-2020) ·  Cyclocross Masters, Waregem (2015-2020) ·  Citadelcross Namen (2011-2015, 2018) ·  GP van Hasselt (2015-2018) ·  Scheldecross Antwerpen (2010-2014) ·  Cyclocross Tervuren (2011)